# Churchill (Oxfordshire)
Pour les articles homonymes, voir Churchill.
Churchill est une paroisse civile et un village de l'Oxfordshire, en Angleterre.